# Панталеон (индо-греческий царь)
Панталеон (др.-греч. Πανταλέων) — индо-греческий царь, правивший, во II веке до н. э.

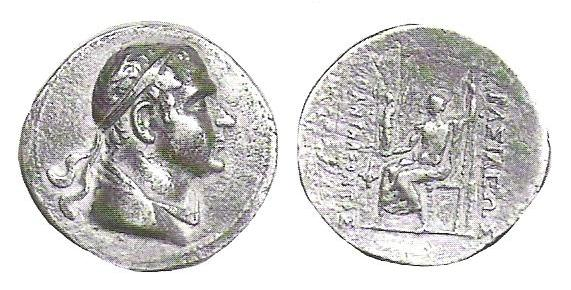
Серебряная монета Панталеона с изображением Зевса и Гекаты

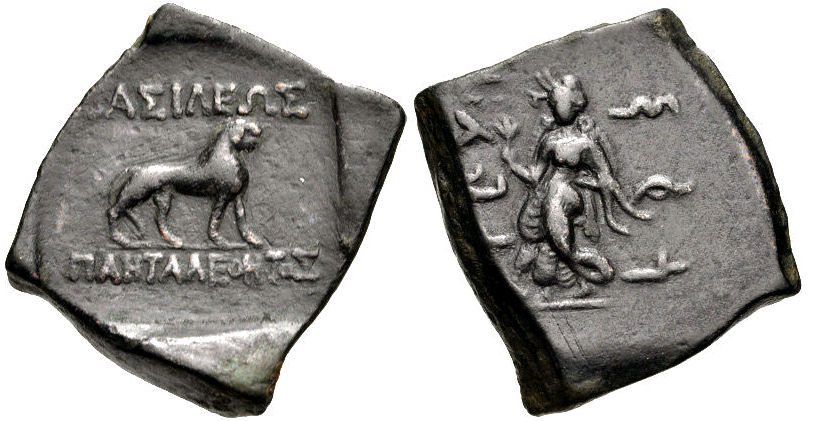
Двуязычная монета Панталеона

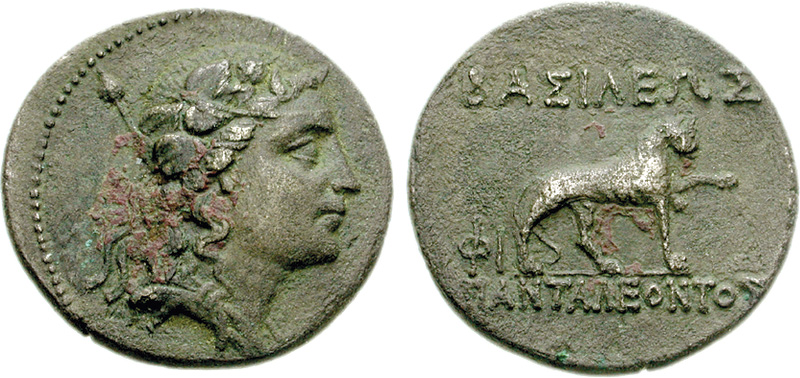
Монета Панталеона из медно-никелевого сплава

Об Панталеоне, правившем в начале первой половины II века до н. э. (в 195—180 годах до н. э. согласно О. Бопераччи, около 170—168 годов до н. э. по предположению Р. Смита), известно из немногочисленного нумизматического материала, что может свидетельствовать о кратковременности его царствования. По замечанию В. Тарна, Панталеон обладает значительным сходством с Евтидемом II, а большая часть его монет практически идентична с монетами Агафокла. Тарн посчитал, что все они, как и Деметрий II, были братьями — сыновьями Деметрия I. Деметрий I назначил Панталеона управлять Сеистаном и Арахозией вместо Аполлодота II, занятого на Востоке. Преемником Панталеона был Агафокл. Это мнение разделяется многими исследователями, в том числе А. Лахири, А. А. Поповым. По замечанию российского антиковеда, во время царствования Панталеона была укреплена власть греков в индийских землях и, возможно, в южно-бактрийских, и «его правление было спасительным для уже пошатнувшейся династии Евтидемидов». А. Нарайн, указывая на большое сходство монет, также полагает, что Панталеон и Агафокл могли быть сыновьями Деметрия I, но они властвовали совместно с Аполлодотом. По мнению Бопераччи, Панталеон и Агафокл начали править в одно время. Й. Якобссон считает, что Панталеон, который мог быть отцом Агафокла, принадлежал к боковой линии, связанной, возможно, как с Евтидемидами, так и Диодотидами. Современником Диодота и Евтидема, возможно, подчинявшимся им, называет Панталеона Р. Вайтхед. А. Симоннета полагает, что Панталеон сменил Антимаха I.
На серебряных монетах Панталеона на аверсе отчеканен бюст самого Панталеона, а на реверсе — сидящий на троне Зевс, который держит на руке Гекату. Как отметил Попов, Александр Македонский и Селевкиды также избирали Зевса своим покровителем. Это, по мнению учёного, показывает, что Панталеон подчёркивал преемственность своей власти от указанных царей. Прямоугольные монеты Панталеона с изображениями индийской богини, держащей цветок лотоса, и львом на реверсе считаются первыми из двуязычных монет индо-греческих царей. Эта тема и стиль, по мнению Симоннеты, свидетельствует о захвате греками Западной Гандхары. Очевидно, как отмечает А. Лахири, это произошло в конце правления Панталеона. Х. Ролинсон затруднялся с объяснением — несли ли такие монеты подтверждение попытки Пантелеона получить симпатии индийцев, в чём уверен Ф. Вайдмэнн, или же здесь была увековечена память о придворной фаворитке. Примечательно также, что надписи выполнены не на кхароштхи, а на брахми. Также некоторые его монеты — с изображениями Диониса и пантеры — изготовлены из медно-никелевого сплава. По замечанию исследователей, в частности, Вайдмэнна, этот сплав греки получили, видимо, в Таксиле и решили использовать при чеканке монет, что нигде ранее не делалось. Возможно, монеты из такого сплава ценились выше бронзовых — на уровне между медью и серебром. Является ли происхождение этого сплава китайским, является предметом дискуссии. На нумизматическом материале самого Панталеона нет его громких эпитетов. Однако на коммеморативных монетах Агафокла он назван Сотером (Спасителем), что, по мнению Попова, ярко характеризует внешнюю политику Панталеона, обожествленного после своей смерти (может свидетельствовать и о развернувшейся идеологической борьбе с другими конкурентами на престол).